# Буковинський Станіслав Альбінович
Станіслав Альбінович Буковинський — український економіст, банкір, кандидат економічних наук (1998), доцент (2003); член Ради НБУ (з квітня 2014), голова (з квітня 2014), член наукової ради Інституту економіки і прогнозування НАН України; член правління Фонду сприяння місцевому самоврядуванню України; член центрального правління Спілки економістів України (з 2001); член редколегії журналу «Фінанси України»; доцент Київського національного економічного університету ім. В. Гетьмана.

## Біографія
Народився 11 травня 1947 (с. Гибалівка, Шаргородський район, Вінницька область); українець; батько Альбін Іванович (1909–1977) — робітник шляхово-експлуатаційної дільниці; мати Юзефа Карлівна (1921–2009); дружина Світлана Миколаївна (1959) — медсестра клінічної лікарні «Феофанія»; син Віктор (1979) — начальник відділу Міністерства фінансів України.
Брат — Володимир Альбінович Буковинський — заступник голови Правління Укрпромбанку (1996—2009 р.р.), коли за даними ЗМІ саме топ-менеджмент банку видав інсайдерам (особам, що пов'язані зі власниками банку) 40 % кредитів, чим порушили схеми із заставним майном, внаслідок чого Фонд гарантування фізичних осіб вкладникам виплачував гарантовані 200 т. грн за рахунок державних коштів, а не за кошти Укрпромбанку.. Нині заступник голови Правління ПАТ «РАДИКАЛ БАНК».

### Освіта
Чернівецький фінансовий технікум (1962–1965), фінансист; Чернівецький державний університет ім. Ю. Федьковича, економічний факультет (1970–1975), економіст, «Фінанси і кредит»; кандидатська дисертація «Становлення та шляхи розвитку бюджетної системи України».

## Трудова діяльність
Липень 1965 — інспектор з бюджету, з липня 1966 — старший економіст Шаргородського райфінвідділу Вінницької області.
З вересня 1966 — служба в армії.
З лютого 1970 — старший економіст Шаргородського райфінвідділу Вінницької області.
З лютого 1971 — інспектор, з вересня 1972 — заступник начальника бюджетного відділу Вінницького облфінвідділу.
З листопада 1975 — заступник начальника відділу місцевих бюджетів, з листопада 1979 — заступник начальника бюджетного управління — начальник відділу виконання державного бюджету, з березня 1987 — заступник начальника бюджетного управління, з січня 1988 — заступник начальника зведеного відділу державного бюджету, з вересня 1989 — начальник зведеного відділу фінансів і удосконалення фінансового механізму, з грудня 1989 — начальник зведеного відділу державного бюджету, Міністерство фінансів УРСР.
З липня 1991 — начальник управління нових форм господарювання і податкової політики, з квітня 1993 — начальник зведеного відділу державного бюджету, з серпня 1993 — заступник Міністра — начальник Головного бюджетного управління, з листопада 1995 — заступник Міністра, квітень 1996 — квітень 2000 — перший заступник Міністра, Міністерство фінансів України.
Серпень — листопад 2000 — радник Голови НБУ.
З листопада 2000 — керівник апарату Ради НБУ.

## Нагороди та звання
Академік Академії економічних наук України (1995).
Заслужений економіст України (лютий 2006). Золота медаль ім. М. Туган-Барановського (1999, АЕНУ). Орден «За заслуги» III ступеня (травень 1997). Нагрудний знак «Відмінник фінансової роботи» (1981). Знак «Шахтарська слава» III ступеня (1993). Подяка Кабінету Міністрів України (2004). Подяка Київського міського голови (1999).
Державний службовець 1-го рангу.
Автор понад 20 наукових статей, співавтор підручників.